# Lochlyn Munro
Richard Laughlain „Lochlyn“ Munro (* 12. února 1966, Lac La Hache, Britská Kolumbie, Kanada) je kanadský herec. Proslavil se rolemi ve filmech jako Noc v Roxbury, Scary Movie, Někdo to rád blond a Freddy vs. Jason. Během let 1999–2000 hrál Jacka Sheridana v nadpřirozeném dramatu Čarodějky. Je kreditován za více než 200 rolí v televizních dramatech a filmech.

## Životopis a kariéra
Munro se narodil v Lac La Hache v Britské Kolumbii a s herectvím začal po vážné nehodě, která ukončila jeho sen o hrání hokeje profesionálně. Během hraní za různé kluby po okolí Vancouveru, studoval drama a improvizaci. Získal role v různých amerických projektech Jump Street 21 (1987) a Wiseguy (1987). Zahrál si ve dvou Moment of Truth filmech: Stand Against Fear a Abduction of Innocence. Získal roli Jacka Sheridana v seriálu Čarodějky. Jako cestovatel v čase se objevil ve stém díle seriálu Andromeda. Je kreditován za více než 200 rolí v televizních dramatech a filmech.

## Filmografie

### Film
| Rok  | Film                           | Role                  | Poznámky            |
| ---- | ------------------------------ | --------------------- | ------------------- |
| 1990 | Sylvan Lake Summer             | Mitch                 |                     |
| 1990 | Rychlopalba                    | barman                |                     |
| 1991 | útěk                           | student na univerzitě |                     |
| 1992 | Nesmiřitelní                   | Texas Slim            |                     |
| 1993 | Digger                         | Mark                  |                     |
| 1993 | Obchodník s hrůzou             | John LaPointe         |                     |
| 1993 | Anything for Love              | Jon                   |                     |
| 1994 | Přepadení na východě           | Billy                 |                     |
| 1994 | Trancers 4: Jack of Swords     | Sebastian             |                     |
| 1995 | Ski Hard                       | Spider Bolton         |                     |
| 1997 | High Voltage                   | Larry                 |                     |
| 1998 | 2 Extra Days                   | Muž č. 2              |                     |
| 1998 | Mrtvý na univerzitě            | Cliff                 |                     |
| 1998 | Noc v Roxbury                  | Craig                 |                     |
| 1998 | Napiš si svou smrt             | Norwood               |                     |
| 2000 | Spin Cycle                     | Tom                   |                     |
| 2000 | Podfukáři                      | Officer Richardsen    |                     |
| 2000 | Scary Movie                    | Greg Phillippe        |                     |
| 2000 | Duets                          | Ronny Jackson         |                     |
| 2000 | Dracula 2000                   | Eddie                 |                     |
| 2001 | Kamufláž                       | Marty Mackenzie       |                     |
| 2001 | Knight Club                    | Gary                  |                     |
| 2001 | Tak mě zab                     | agent Reed            |                     |
| 2001 | Kevin ze severu                | Ned Parker            |                     |
| 2002 | Pod tlakem                     | Patrick Fisher        |                     |
| 2002 | Global Heresy                  | Dave                  |                     |
| 2002 | Heart of America               | reportér              |                     |
| 2003 | Mužská záležitost              | Ray                   |                     |
| 2003 | Net Games                      | vězeň                 |                     |
| 2003 | Freddy vs. Jason               | náměstek Scott Stubbs |                     |
| 2004 | The Wild Guys                  | Randall               |                     |
| 2004 | Někdo to rád blond             | agent Jake Harper     |                     |
| 2004 | Klec                           | seržant Burns         |                     |
| 2005 | Dirty Love                     | Kevin                 |                     |
| 2005 | Stopař duchů                   | John Turbino          |                     |
| 2005 | Complete Guide to Guys         | Roger                 |                     |
| 2006 | Behind the Smile               | Greg Elese            |                     |
| 2006 | (J)elita ze střídačky          | host                  |                     |
| 2006 | Pidihajzlík                    | Greg                  |                     |
| 2006 | The Tooth Fairy                | Peter Campbell        |                     |
| 2006 | Budiž světlo                   | Ted                   | nekreditován        |
| 2006 | Final Move                     | detektiv Roman Krieg  |                     |
| 2007 | Bláznivej tábor                | Lance Warner          |                     |
| 2007 | Ostrov smrti                   | náměstek Radley       | nekreditován        |
| 2008 | Loaded                         | Clive                 |                     |
| 2008 | Toxic                          | R.M.                  |                     |
| 2008 | This Is Not a Test             | Clerk                 |                     |
| 2008 | Umění války: Zrada             | Garret                |                     |
| 2009 | 3 of Us                        | John                  |                     |
| 2009 | Space Buddies                  | Slats Bentley         |                     |
| 2009 | Děsnej dupák                   | trenér Effron         | nekreditován        |
| 2009 | Penance                        | Jack                  |                     |
| 2009 | Není kam se schovat            | detektiv Jack Irons   |                     |
| 2009 | Lži a iluze                    | Andrew Laughlin       |                     |
| 2010 | Penthouse                      | Barry                 |                     |
| 2010 | Infection: The Invasion Begins | šerif Bowen           |                     |
| 2010 | Svůdníci žen                   | Gary Johnson          |                     |
| 2010 | Hard Breakers                  | Jarod                 |                     |
| 2011 | Ve jménu krále 2               | král/Raven            |                     |
| 2012 | Tajuplný ostrov                | Capt. Cyrus Harding   |                     |
| 2012 | Dawn Rider                     | Rudd Gordon           |                     |
| 2012 | Fatal Call                     | detektiv Zyler        |                     |
| 2012 | Pravidla mlčení                | FBI agent Munro       |                     |
| 2013 | Zásilka                        | Eddie                 |                     |
| 2013 | Hansel & Gretel Get Baked      | strážník Ritter       |                     |
| 2013 | Assault on Wall Street         | Robert Canworth       |                     |
| 2014 | Kid Cannabis                   | Taser                 |                     |
| 2014 | The Age of Reason              | Frank                 |                     |
| 2014 | Rampage: Capital Punishment    | Chip Parker           |                     |
| 2014 | Run for Your Life              | Neal                  |                     |
| 2014 | Driven Underground             | detektiv Boyce        |                     |
| 2015 | 12 Rounds 3: Lockdown          | Darrow Smith          |                     |
| 2015 | Země zítřka                    | Tony Newton           |                     |
| 2015 | Badge of Honor                 | David Miles           |                     |
| 2015 | Pojď se mnou                   | Murdoch               |                     |
| 2016 | Fatal Rhapsody                 | Jon                   | krátkometrážní film |

### Televize
| Rok       | Film                                       | Role                                  | Poznámky                                                   |
| --------- | ------------------------------------------ | ------------------------------------- | ---------------------------------------------------------- |
| 1987–90   | Jump Street 21                             | Derek/Herbie/člen motorkářské skupiny | 4 díly                                                     |
| 1989      | Danger Bay                                 | barman                                | díl: „A Question of Attitude“                              |
| 1990      | Neon Rider                                 | kamarád z vysoké školy                | díl: „Over the Line“                                       |
| 1990      | Wiseguy                                    | Bobby                                 | díly: „A One Horse Town“ a „Meltdown“                      |
| 1991–94   | Northwood                                  | Jason                                 |                                                            |
| 1991      | The Girl from Mars                         | Earl West                             | televizní film                                             |
| 1991      | Posing: Inspired by Three Real Stories     | Sam                                   | televizní film                                             |
| 1992      | Nightmare Cafe                             | Ralston                               | díl: „The Heart of the Mystery“                            |
| 1992      | Shame                                      | Dave Rainey                           | televizní film                                             |
| 1992      | Dead Ahead: The Exxon Valdez Disaster      | Mike Fox                              | televizní film                                             |
| 1993      | A Stranger in the Mirror                   | Alan Preston                          | televizní film                                             |
| 1994      | Surové hry                                 | Jeff Lanee                            | televizní film                                             |
| 1994      | Blossom                                    | Evan Henderson                        | díl: „Meat“                                                |
| 1994      | Robin's Hood                               | Eric                                  | díl: „Boy Meets Girl“                                      |
| 1994      | Highlander                                 | Tim                                   | díl: „Under Colour of Authority“                           |
| 1994      | Cobra                                      | Clifton Campbell                      | díl: „A Few Dead Men“                                      |
| 1994      | Sokolí oko                                 | McKinney                              | 14 dílů                                                    |
| 1995      | Strange Luck                               | Dirk Moody                            | díl: „She Was“                                             |
| 1995–202  | Krajní meze                                | kapitán Eric Woodward                 | díly: „The Voice of Reason“ a „Human Trials“               |
| 1996      | Cesta do neznáma                           | Billy dítě                            | díl: „The Good, the Bad and the Wealthy“                   |
| 1996      | Viper                                      | nájemný vrah                          | díl: „Standoff“                                            |
| 1996      | Justice for Annie: A Moment of Truth Movie | Mickey Holloway                       | televizní film                                             |
| 1996      | Když přátelství zabíjí                     | Nick McKay                            | televizní film                                             |
| 1996      | Oni                                        | šerif Cole Harper                     | televizní film                                             |
| 1996      | Noci s vrahem                              | Kevin Shane                           | televizní film                                             |
| 1996      | Únos nevinné                               | Eddie Spencer                         | televizní film                                             |
| 1996      | Stand Against Fear                         | Josh Kelly                            | televizní film                                             |
| 1996–97   | Dva                                        | agent Andrew Forbes                   | 7 dílů                                                     |
| 1997      | Honey, I Shrunk the Kids: The TV Show      | Paul O'Donnell                        | díl: „Honey, We're Stuck in the 70's“                      |
| 1998      | Dead Man's Gun                             | Joe Cavanaugh                         | díl: „Wages of Sin“                                        |
| 1998      | Poltergeist: The Legacy                    | Todd Barnard                          | díl: „The Light“                                           |
| 1998      | Welcome to Paradox                         | Mladý doktor                          | díl: „Alien Jane“                                          |
| 1998      | Hledání spravedlnosti                      | Steve                                 | televizní film                                             |
| 1998      | Podezřelá                                  | Justin Decker                         | televizní film                                             |
| 1998      | Jak umlčet Mary                            | Billy                                 | televizní film                                             |
| 1998      | Jedné horké letní noci                     | Eddie Beltran                         | televizní film                                             |
| 1999      | Partners                                   | Stephen                               | díl: „Never Says Never Again“                              |
| 1999      | JAG                                        | 'X-Man' Buxton                        | díly: „King of the Greenie Board “ a „Rules of Engagement“ |
| 1999      | Our Guys: Outrage at Glen Ridge            | strážník Balke                        | televizní film                                             |
| 1999–2000 | Čarodějky                                  | Jack Sheridan / Jeff Sherida          | 7 dílů                                                     |
| 2000      | Blacktop                                   | David                                 | televizní film                                             |
| 2001      | Criminal Mastermind                        | Mike Mastermind                       | televizní film                                             |
| 2002      | Zbytečné zločiny                           | Darryll Kettles                       | televizní film                                             |
| 2003      | Lucky 7                                    | Ray                                   | televizní film                                             |
| 2003      | The Dead Zone                              | Jason Moore                           | díl: „Playing God“                                         |
| 2003      | Jake 2.0                                   | Lawrence                              | díl: „Whiskey - Tango - Foxtrot“                           |
| 2003      | Kriminálka Las Vegas                       | strážník Hal Watson                   | díl: „Invisible Evidence“                                  |
| 2004      | Můj přítel Monk                            | Tony Lucarelli                        | díl: „Mr. Monk Meets the Godfather“                        |
| 2004      | Mrtví jako já                              | Greg                                  | díl: „Ghost Story“                                         |
| 2005      | Andromeda                                  | doktor Paul Museveni                  | díl: „Pride Before the Fall“                               |
| 2005      | Las Vegas: Kasino                          | Kevin 'Jinx' Jergeson                 | díl: „Can You See What I See“                              |
| 2005      | Kriminálka Miami                           | Rick Adams                            | díl: „Nothing to Lose“                                     |
| 2005      | NCIS: Naval Criminal Investigative Service | Kevin Holt                            | díl: „Bikini Wax“                                          |
| 2005      | Tráva                                      | Policista na motorce                  | díl: „Lude Awakening“                                      |
| 2005      | Kriminálka New York                        | Ethan Fallon                          | díl: „Bad Beat“                                            |
| 2005      | Beze stopy                                 | Lance Hamilton                        | díl: „Lone Star“                                           |
| 2005–07   | Eyes                                       | Eric Paulsen                          | díl: „Shots“                                               |
| 2006      | Smallville                                 | Orlando Block                         | díl: „Sneeze“                                              |
| 2006      | Thugaboo: A Miracle on D-Roc's Street      | Gavinův otec (hlas)                   | televizní film                                             |
| 2007      | Dokonalé dítě                              | Paul Jacobs                           | televizní film                                             |
| 2008      | Riddles of the Sphinx                      | Robert Parr                           | televizní film                                             |
| 2010      | Mentalista                                 | Keith                                 | díl: „Red Sky at Night“                                    |
| 2010      | Love that Girl!                            | doktor                                | díl: „My Sister's Keeper“                                  |
| 2010      | Svůdná lež                                 | Jonathan Lawson                       | televizní film                                             |
| 2010      | Xtinction: Predator X                      | šerif Tim Richards                    | televizní film                                             |
| 2011      | Castle na zabití                           | Kevin McCann                          | díly: „Bomba“ a „Odpočítávání“                             |
| 2011      | Past Obsessions                            | Thomas Brisano                        | televizní film                                             |
| 2011      | Gone                                       | David                                 | televizní film                                             |
| 2012      | Agentura Jasno                             | televizní producent                   | díl: „Shawn and the Real Girl“                             |
| 2012      | True Justice                               | Mark Simms / Simms                    | 12 dílů                                                    |
| 2012      | Hawaii 5-0                                 | Jim Rogers                            | díl: „Ha'awe Make Loa“                                     |
| 2012      | Transporter: The Series                    | Agent Smith                           | díl: „Dead Drop“                                           |
| 2012      | Echoes                                     | Richard                               | televizní film                                             |
| 2012      | Jules Verne's Mysterious Island            | kapitán Cyrus Harding                 |                                                            |
| 2013      | Longmire                                   | Grant Thayer                          | díly: „Election Day“ a „Natural Order“                     |
| 2013      | Lost Girl                                  | Ian                                   | díl: „Lovers.Apart“                                        |
| 2013      | King & Maxwell                             | Jack Turner                           | díly: „Loved Ones“ a „King's Ransom“                       |
| 2013      | Cracked                                    | Jonas Boyar                           | díl: „The Price“                                           |
| 2013      | Cedar Love                                 | Zach Weston                           | díl: „For the Sake of the Children“                        |
| 2013      | Arrow                                      | vedoucí SWAT teamu                    | díl: „Šelmy“                                               |
| 2013      | Status: Nežádoucí                          | doktor Jed                            | díl: „Game Change“                                         |
| 2013      | Mr. Hockey: The Gordie Howe Story          | Bobby Hull                            | televizní film                                             |
| 2013      | Romeo Killer: The Chris Porco Story        | Peter Porco                           | televizní film                                             |
| 2013      | Cradle of Lies                             | Cal Ward                              | televizní film                                             |
| 2013      | Secret Liaison                             | Mark Carey                            | televizní film                                             |
| 2013      | Out of Reach                               | Matthew                               | televizní film                                             |
| 2014      | Tým Škorpion                               | detektiv Jim Archer                   | díl: „Risky Business“                                      |
| 2014      | Motive                                     | Gary Oliver                           | díl: „Kiss of Death“                                       |
| 2014      | Šťastné ex-Vánoce                          | Flynn                                 | televizní film                                             |
| 2014      | Ohňostroj lásky                            | Chip Parker                           | televizní film                                             |
| 2014      | My Mother's Future Husband                 | Scott                                 | televizní film                                             |
| 2014      | Run for Your Life                          | Neal                                  | televizní film                                             |
| 2015      | Sběratelé kostí                            | Sal Raymound                          | díl: „High Treason in the Holiday Season“                  |
| 2015      | Nešika                                     | Ted                                   | díly: „Say No to the Dress“ a „The Big Reveal“             |
| 2015      | Detective McLean                           | McGee                                 | díl: „Protect and Serve“                                   |
| 2015      | Kráska a zvíře                             | Hank Keller                           | díl: „Chasing Ghosts“                                      |
| 2015      | Rizzoli & Isles: Vraždy na pitevně         | Skeet Martin                          | díl: „Bassholes“                                           |
| 2015      | Meteor Assault                             | Phil Barker                           | televizní film                                             |
| 2015      | Driven Underground                         | detektiv Boyce                        | televizní film                                             |
| 2015      | The Christmas Note                         | Robert                                | televizní film                                             |
| 2016      | Lucifer                                    | Anthony Polucci                       | 3 díly                                                     |
| 2016      | Chicago Med                                | Jack Cooper                           | díl: „Clarity“                                             |
| 2016      | When Calls the Heart                       | James Addison                         | díly: „Heartbreak“ a „Forever in My Heart“                 |
| 2016      | Lovci duchů                                | Ben                                   | díl: „Mamma Mia“                                           |
| 2016      | The Game of Love                           | Jake Cornell                          | televizní film                                             |
| 2016      | All Yours                                  | Henry                                 | televizní film                                             |
| 2016      | Cradle of Lies                             | Cal Ward                              | televizní film                                             |
| 2016      | A Snow Capped Christmas                    | Lou                                   | televizní film                                             |
| 2016      | The Mistletoe Promise                      | Dan                                   | televizní film                                             |
| 2017–2023 | Riverdale                                  | Hal Cooper                            | vedlejší role                                              |
| 2017      | Major Crimes                               | poručík Capra                         | díly: „Shockwave: Part 1“ a „Shockwave: Part 2“            |
| 2017      | The Mechanics of Love                      | Doc Dupree                            | televizní film                                             |
| 2017      | While You Were Dating                      | Dylan Taylor                          | televizní film                                             |
| 2017      | Final Vision                               | Wade Smith                            | televizní film                                             |
| 2017      | Date My Dad                                | Bill Cooper                           | díl: „Pilot“                                               |